# Athanasios Tsakalof
Athanasios Tsakalof (griechisch Αθανάσιος Τσακάλωφ, * 1788 oder 1790 in Ioannina, Osmanisches Reich; † 1851 in Moskau, Russisches Kaiserreich) war einer der drei Gründer der Filiki Eteria (Φιλική Εταιρεία) und leitete die Organisation im Wesentlichen bis zum Ausbruch der Griechischen Revolution.
1832 vertrat er seine Heimatregion Epirus bei der Allgriechischen Nationalversammlung in Argos. Enttäuscht von der Entwicklung der Revolution reiste er im Sommer 1832 nach Moskau, wo er sich niederließ, eine russische Frau heiratete und für den Rest seines Lebens nicht nach Griechenland zurückkehrte.

## Ehrungen
Tsakalof ist auf der griechischen 2-Euro-Silber-Gedenkmünze anlässlich des 200. Jahrestages der Griechischen Revolution dargestellt. Außerdem wurden in vielen Städten Griechenlands Straßen nach ihm benannt.